# Dickblättriger Schwärz-Täubling
Der bedingt essbare Dickblättrige Schwärz-Täubling (Russula nigricans) ist ein Pilz aus der Familie der Täublingsverwandten. Es ist ein großer, kompakter, erdfarbener Täubling, der unter allen Täublingen die entferntesten und dicksten Lamellen und das härteste Fleisch hat. Das meist mild schmeckende Fleisch rötet zuerst beim Anschneiden und schwärzt dann. Die Fruchtkörper des sehr häufigen Mykorrhizapilzes erscheinen von Juni bis Oktober auf nahezu allen Böden sowohl im Laub- als auch im Nadelwald, am häufigsten unter Rotbuchen und Fichten.

## Merkmale

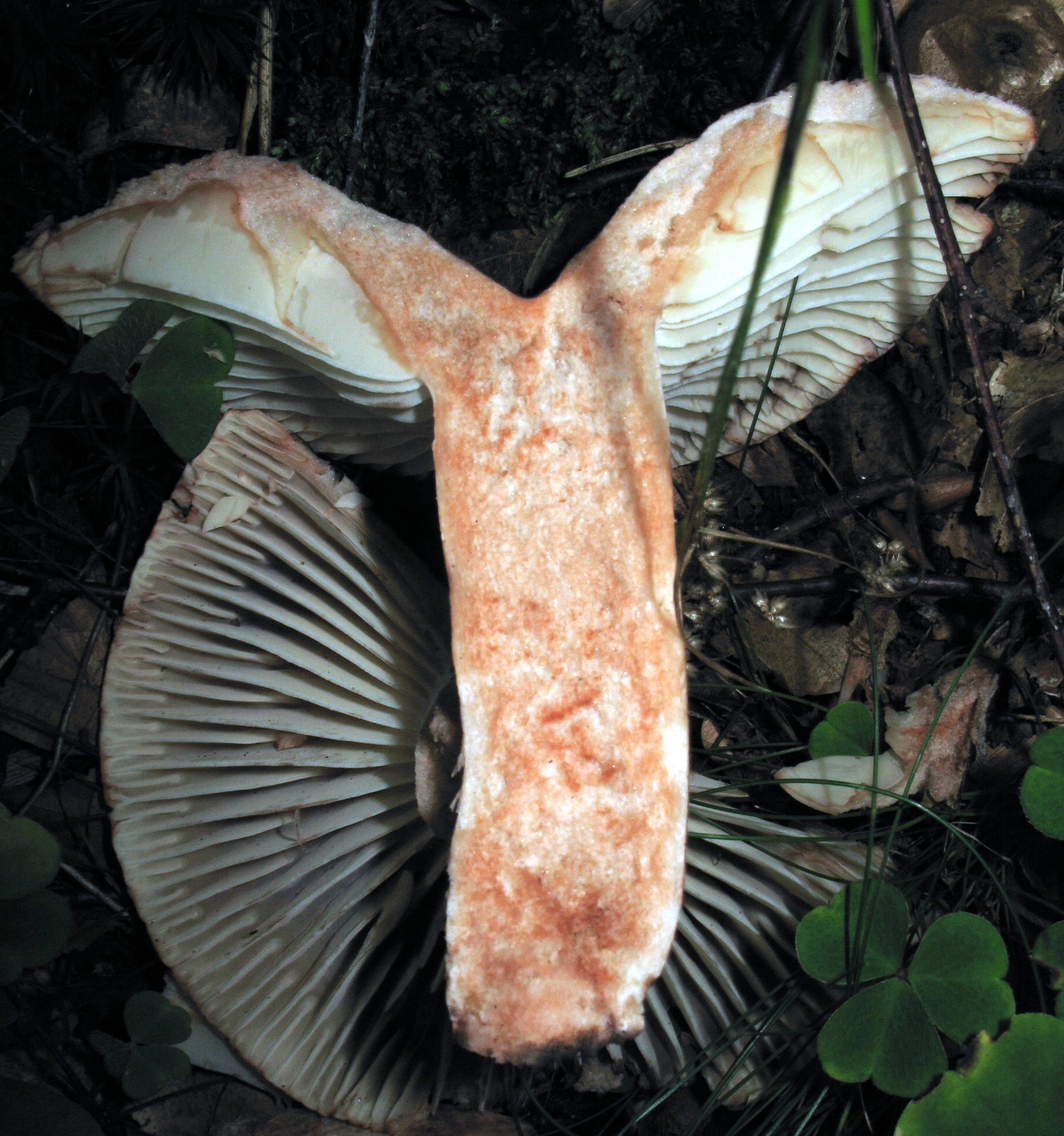
Fruchtkörper des Dickblättrigen Schwärz-Täublings (R. nigricans) im Längsschnitt mit typischer rötlicher Fleischverfärbung

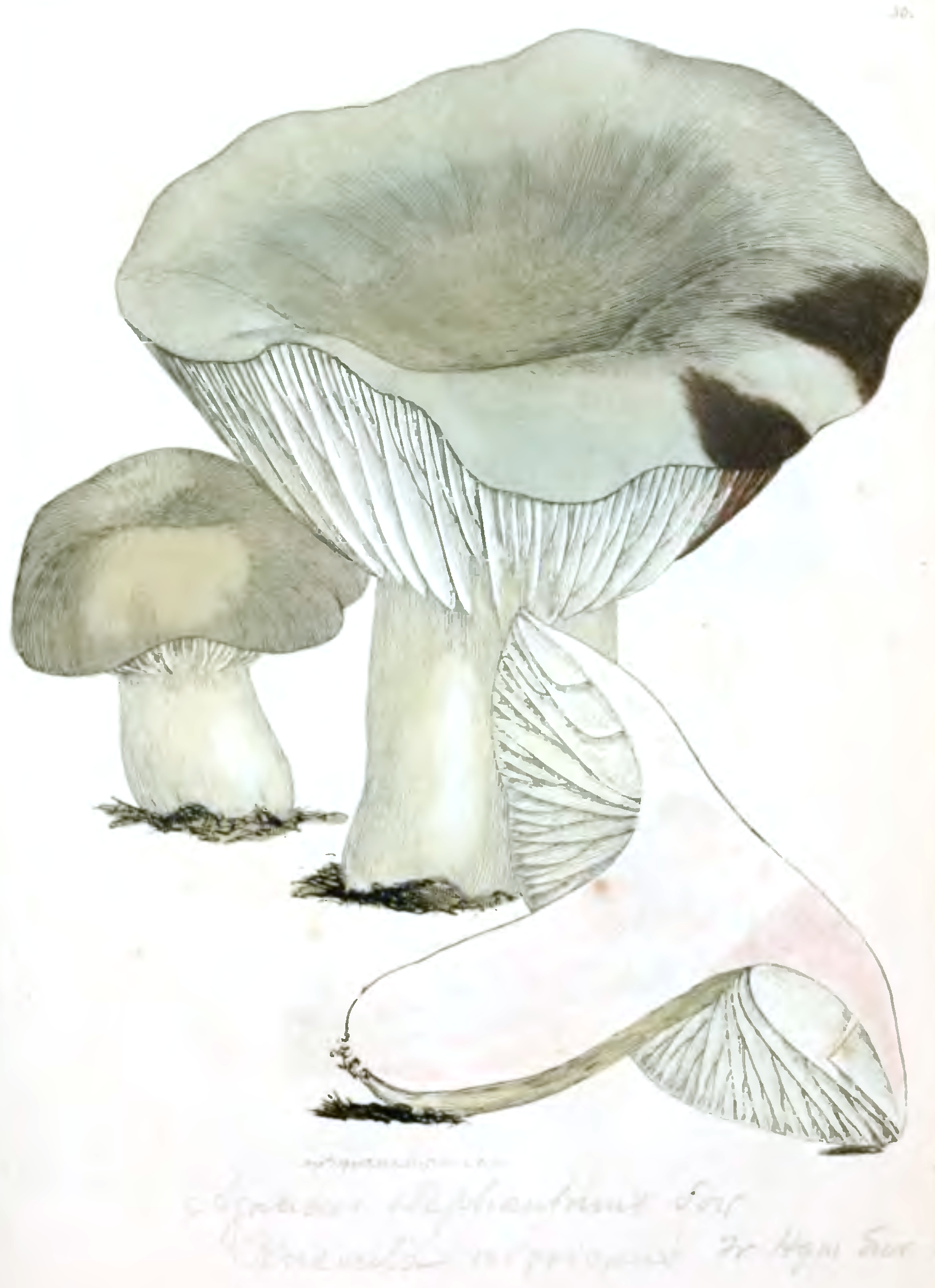
Farbtafel von James Sowerby aus „Coloured Figures of English Fungi or Mushrooms“ (1797)

Der Dickblättrige Schwärz-Täubling ist ein großer, stattlicher Pilz. Sein Hut ist zwischen (5) 7–17 (25) cm breit. Jung ist er blass weißlich und konvex, verflacht aber schon bald und verfärbt sich gräulich bis rußig braun. Später ist er nahezu schwarz und in der Mitte niedergedrückt. Die Huthaut platzt im Alter oft auf und ist etwa zu zwei Dritteln abziehbar.
Die Lamellen stehen sehr weit auseinander. Sie können am Rand einen Abstand von 5 mm und mehr haben. Auch sind sie ungewöhnlich dick und starr. Beim jungen Pilz sind die Lamellen gelblich weiß, im Alter werden sie dann bräunlich schwarz. Unter Druck splittern sie sofort und laufen ziegelrot an, bis sie nach einiger Zeit gräulich-schwarz werden. Die Lamellen sind bis zu 15 mm hoch und stark mit Zwischenlamellen untermischt. Sie sind ausgerandet oder abgerundet am Stiel angewachsen.
Der Stiel ist meist kurz (3–8 cm lang), sehr dick (1,5–3 cm breit), glatt, fest und verfärbt sich wie der Hut. Er ist meist zylindrisch geformt oder zur Basis hin verdickt.
Das Fleisch ist ungewöhnlich fest, und weißlich. Bricht oder schneidet man ein Stück vom Hut oder Stiel ab, verfärbt sich der Pilz innerhalb von wenigen Minuten rötlich. Später verfärbt sich der Pilz innerhalb von Stunden erst gräulich, dann schwärzlich. Der Pilz schmeckt meist mild, manchmal auch leicht schärflich. Der Geruch ist unauffällig. Junge Pilze riechen oft ein wenig fruchtig, während ältere einen dumpfen Geruch haben.
Das Sporenpulver ist weiß.

### Mikroskopische Merkmale
Die rundlichen bis ellipsoiden Sporen sind 6,4–8,5 µm lang und 5,4–6,6 µm breit. Der Q-Wert (Quotient aus Sporenlänge und -breite) ist 1,1–1,3. Das Sporenornament wird bis zu 0,4 µm hoch und besteht aus zahlreichen, teilweise verlängerten Warzen, die durch feine, selten auch gratige Verbindungen mehrheitlich netzartig verbunden sind. Der Apiculus misst 1,25–1,37 × 1,12–1,25 µm, der Hilarfleck ist inamyloid.
Die keuligen, meist 4-sporigen Basidien messen 40–55 × 8–10 µm. Die zylindrischen bis keuligen, 50–65 µm langen und 3,5–7 µm breiten Cheilozystiden enthalten einen auffallend lichtbrechenden Inhalt, der sich in Sulfobenzaldehyd graubraun anfärbt. Die zahlreichen, ähnlich geformten Pleurozystiden messen 30–55 × 3,5–7 µm.
Die Hutdeckschicht besteht aus haarartigen, 3–7 µm breiten Hyphenendzellen, die mehr oder weniger zylindrisch sind und bisweilen nach oben hin schwach zugespitzt sein können. Teilweise können die ein- bis mehrfach septierten Hyphen auch bis 12 µm dick angeschwollen sein. Sie enthalten ein vakuoläres, braunes Pigment. Pileozystiden kommen nicht vor.

## Artabgrenzung
Aufgrund seiner dicken, sehr entfernt stehenden Lamellen und des erst rötenden und dann schwärzenden Fleisches ist der Dickblättrige Schwärz-Täubling mit keinem anderen Täubling zu verwechseln. Am ehesten könnte er noch mit dem seltenen Schwarzanlaufenden Täubling (Russula albonigra) verwechselt werden, dessen Fleisch im Anschnitt erst schwarzviolett und dann gänzlich schwarz anläuft und einen mentholartigen Geschmack hat.

## Ökologie

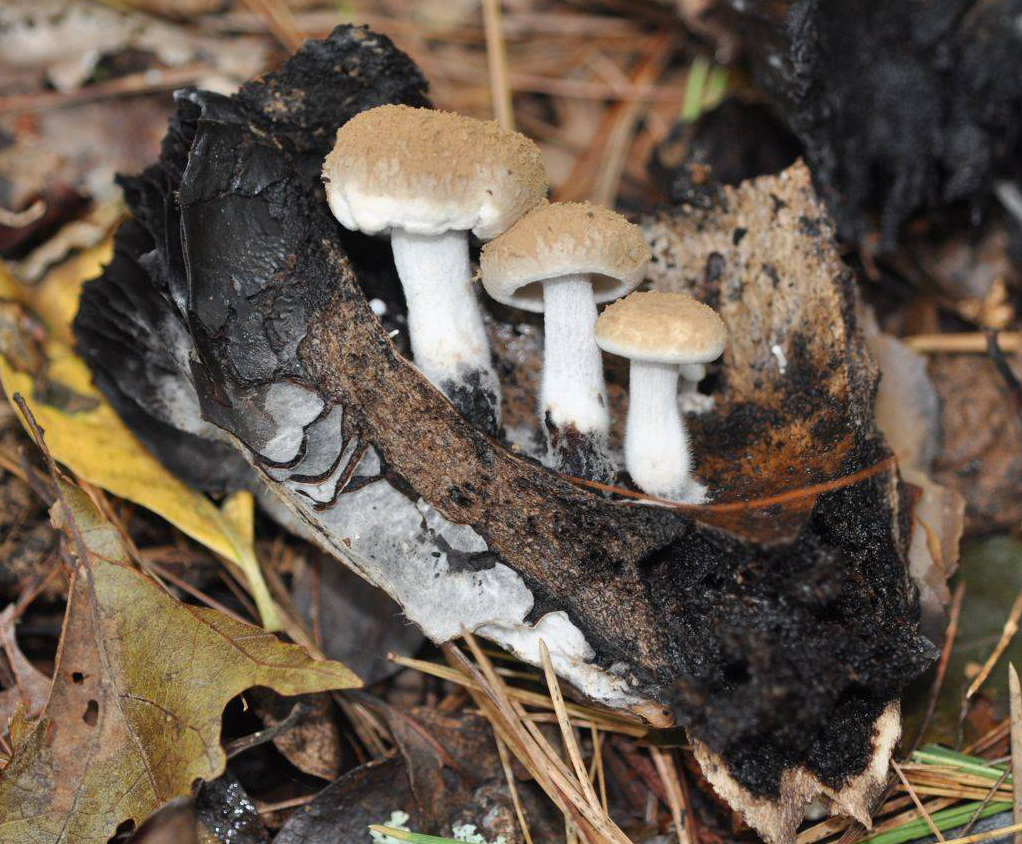
Alter Fruchtkörper besiedelt mit dem Stäubenden …

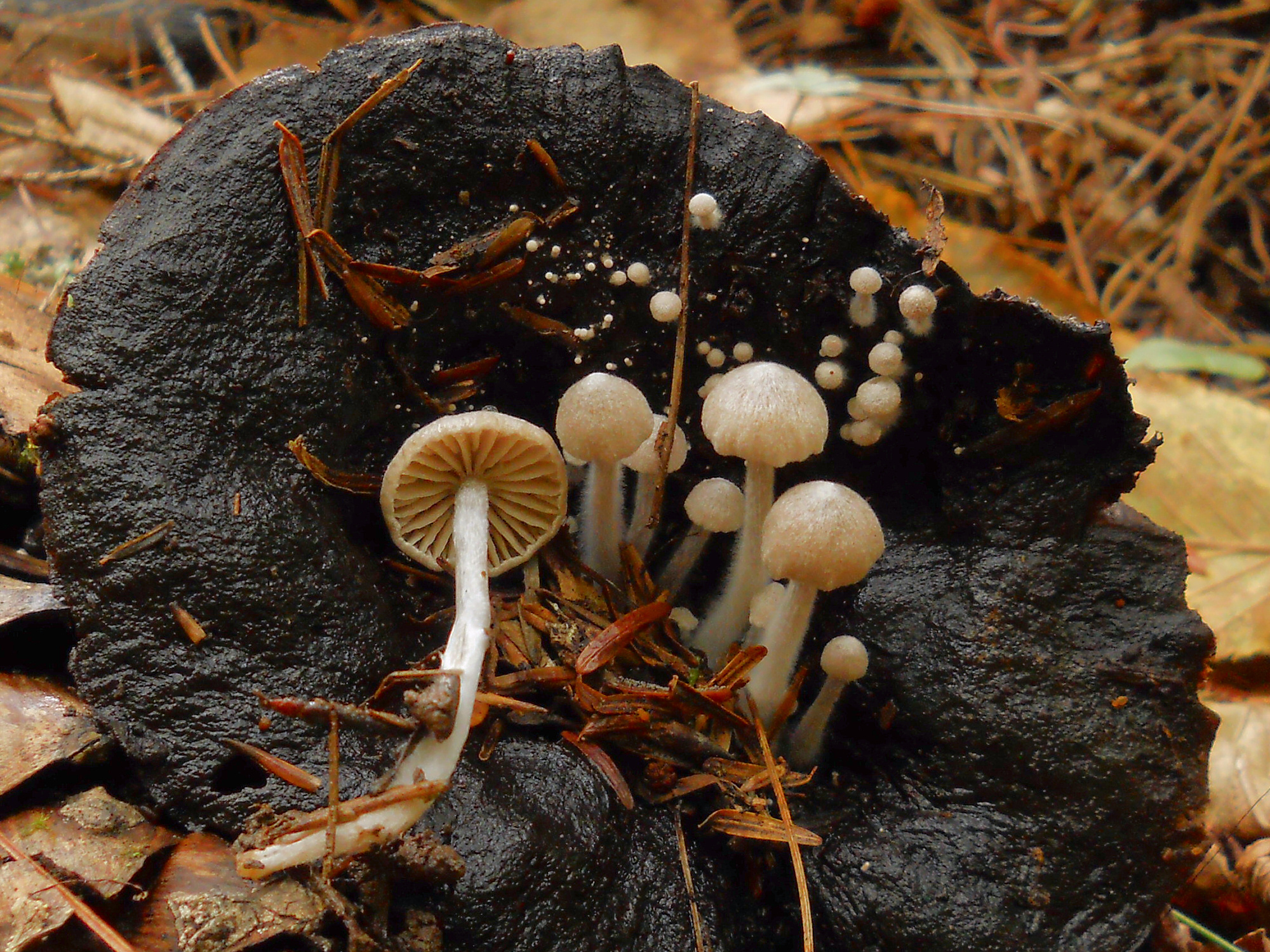
… und dem Beschleierten Zwitterling, jeweils auf der Hutoberseite.

### Verbindung mit Bäumen
Als Mykorrhizapilz geht der Dickblättrige Schwärz-Täubling mit ganz unterschiedlichen Baumarten eine Symbiose ein. So kommen Fichten, Tannen, Birken, Buchen, Hainbuchen und Eichen als Wirt in Frage. Man findet den Pilz daher zwischen Juni bis Oktober sowohl in Laub- als auch in Nadelwäldern. Auch an den Boden stellt er keine Ansprüche. Er bevorzugt zwar eher saure Böden, wie Sand, Lehm-/Ton- und Silikatböden, kommt aber auch mit Kalksteinböden zurecht. Meist kommt er gesellig vor.

### Verbindung mit anderen Pilzen
Der Dickblättrige Schwärz-Täubling ist nicht nur Mykorrhizapartner von Bäumen, er übernimmt auch als Wirt für einige parasitische Pilze eine wichtige ökologische Funktion. Seine festen Fruchtkörper sind so stabil, dass sie kaum verfaulen, sondern eher vertrocknen und langsam zerfallen. Sie werden dabei völlig schwarz und sehen wie verkohlt aus. Auf diesen überständigen Fruchtkörpern findet man nicht selten kleine Kolonien von weißen, parasitischen Pilzen. Meist handelt es sich dabei meist um den Stäubenden Zwitterling (Asterophora lycoperdoides) oder den Beschleierten Zwitterling (Asterophora parasitica).

## Verbreitung

Europäische Länder mit Fundnachweisen des Dickblättrigen Schwärz-Täublings.
Legende:
Länder mit Fundmeldungen
Länder ohne Nachweise
keine Daten
außereuropäische Länder

Der Dickblättrige Schwärz-Täubling ist in ganz Europa weit verbreitet und häufig. Er kommt auch in Mittel- und Nordamerika (Kanada, USA, Mexiko, Costa Rica), Nordafrika (Marokko) und Nordasien (Japan, Korea) vor.
In Deutschland ist der Dickblättrige Schwärz-Täubling weit verbreitet und einer der häufigsten Täublinge.

## Systematik
Das lateinische Artattribut (Epitheton) „nigricāns“, bedeutet schwärzlich oder schwarz werdend.

### Infragenerische Einordnung
Der Dickblättrige Schwärz-Täubling gehört zur Untergattung Compactae und hier in die Subsektion Nigricantinae, in der Täublinge zusammengefasst werden, deren Fleisch bei Verletzung rötet, graut oder schwärzt. Er ist nahe verwandt mit dem Dichtblättrigen Schwärz-Täubling (Russula densifolia), dem Schwarzanlaufenden Täubling (Russula albonigra) und dem Rauchbraunen Schwärz-Täubling (Russula adusta).

## Bedeutung
Der Dickblättrige Schwärz-Täubling ist wegen des harten und wenig aromatischen Fleisches ein ausgesprochen minderwertiger Speisepilz, der nur im ganz jungen Zustand gegessen werden sollte.